# Xã Vinita, Quận Kingman, Kansas
Xã Vinita (tiếng Anh: Vinita Township) là một xã thuộc quận Kingman, tiểu bang Kansas, Hoa Kỳ. Năm 2010, dân số của xã này là 253 người.